# فروض الإرث
فروض الإرث الفرض في علم الفرائض هو: النصيب المقدر للوارث شرعا. والإرث في الشرع الإسلامي إما أن يكون بالفرض وإما بالتعصيب، فالفرض: النصيب المقدر، الذي لاينقص إلا بالعول، ولايزيد إلا بالرد، والتعصيب: النصيب غير المقدر شرعا، وهو: حصول العاصب على ما بقي من المال بعد أصحاب الفروض. والفروض المقدرة في كتاب الله تعالى ستة هي: النصف، والربع، والثمن، والثلثان، والثلث، والسدس.
| 1- النصف: {\displaystyle \left({\frac {1}{2}}\right)}   | 2- الربع: {\displaystyle \left({\frac {1}{4}}\right)} | 3- الثمن: {\displaystyle \left({\frac {1}{8}}\right)} |
| 4- الثلثان: {\displaystyle \left({\frac {2}{3}}\right)} | 5- الثلث: {\displaystyle \left({\frac {1}{3}}\right)} | 6- السدس: {\displaystyle \left({\frac {1}{6}}\right)} |

## فرض النصف
فرض النصف هو: أحد الفروض الستة. وأصحاب النصف بالإجماع خمسة وهم: الزوج، ويرمز له في تصوير المسائل بالرمز ج والبنت، ويرمز لها بالرمز بنت وبنت الابن، ويرمز لها بالرمز بنت بن والأخت الشقيقة، ويرمز لها بالرمز قه والأخت لأب، ويرمز لها بالرمز ختب.
1. الزوج يرث النصف بشرط عدم وجود الفرع الوارث لزوجته، منه أو من غيره، والفرع الوارث يشمل: ولدالصلب المباشر، إبنا كان أو بنتا، ويشمل: ابن الابن وإن سفل، وبنت الابن وإن سفل. لقول الله تعالى: (وَلَكُمْ نِصْفُ مَا تَرَكَ أَزْوَاجُكُمْ إِنْ لَمْ يَكُنْ لَهُنَّ وَلَدٌ ۚ)
2. البنت الواحدة، ترث النصف لقوله تعالى (وَإِنْ كَانَتْ وَاحِدَةً فَلَهَا النِّصْفُ) وذلك بشرطين هما: 1- الانفراد وهو: عدم المماثل أي: عدم وجود أخت لها. 2- عدم المعصب لها، فلو خلف المورث بنتا، وإبنا! فإن الابن يعصبها، ويقسم المال بينهما للذكر مثل حظ الأنثيين.
3. بنت الابن ترث النصف بثلاثة شروط هي: 1- عدم المماثل. 2- عدم المعصب. 3- عدم وجود الولد المباشر.
4. الأخت الشقيقة ترث النصف لقوله تعالى (إِنِ امْرُؤٌ هَلَكَ لَيْسَ لَهُ وَلَدٌ وَلَهُ أُخْتٌ فَلَهَا نِصْفُ مَا تَرَكَ) بأربعة شروط هي: 1- عدم المماثل 3- عدم المعصب 3- عدم الفرع الوارث 4- عدم الأصل الذكر.
5. الأخت لأب ترث النصف بخمسة شروط هي: 1- عدم المماثل 2- عدم المعصب 3- عدم الفرع الوارث 4- عدم الأصل الذكر 5- عدم الأشقاء مطلقا.

| الفرض | رمز                            | مخرج | صاحب الفرض                                               |
| ----- | ------------------------------ | ---- | -------------------------------------------------------- |
| النصف | {\displaystyle {\frac {1}{2}}} | 2    | 1-الزوج 2-البنت 3-بنت الابن 4-الأخت الشقيقة 5-الأخت لأب. |

## فرض الربع
أصحاب فرض الربع اثنان هما: الزوج، ويرمز له بالرمز ج والزوجة ويرمز لها بالرمز جه.
الزوج يرث الربع عند وجود الفرع الوارث لزوجته منه أو من غيره؛ لقول الله تعالى: (فَإِنْ كَانَ لَهُنَّ وَلَدٌ فَلَكُمُ الرُّبُعُ مِمَّا تَرَكْنَ).
الزوجة ترث الربع عند انعدام وجود الفرع الوارث لزوجها لقوله تعالى (وَلَهُنَّ الرُّبُعُ مِمَّا تَرَكْتُمْ إِنْ لَمْ يَكُنْ لَكُمْ وَلَدٌ).
والفرع الوارث يحجب الزوج من النصف إلى الربع؛ لقوله تعالى: (وَلَكُمْ نِصْفُ مَا تَرَكَ أَزْوَاجُكُمْ إِنْ لَمْ يَكُنْ لَهُنَّ وَلَدٌ ۚ فَإِنْ كَانَ لَهُنَّ وَلَدٌ فَلَكُمُ الرُّبُعُ مِمَّا تَرَكْنَ)، ويحجب الزوجة من الربع إلى الثمن؛ لقوله تعالى: (فَإِنْ كَانَ لَكُمْ وَلَدٌ فَلَهُنَّ الثُّمُنُ مِمَّا تَرَكْتُمْ).
| الفرض | رمز                            | مخرج | صاحب الفرض                                                           |
| ----- | ------------------------------ | ---- | -------------------------------------------------------------------- |
| الربع | {\displaystyle {\frac {1}{4}}} | 4    | 1-الزوج عند وجود الفرع الوارث لزوجته. 2-الزوجة عند عدم الفرع الوارث. |

## فرض الثمن
الثمن فرض الزوجة الواحدة أو أكثر لقوله تعالى (فَإِنْ كَانَ لَكُمْ وَلَدٌ فَلَهُنَّ الثُّمُنُ مِمَّا تَرَكْتُمْ) ، إلى أربع، يقسم بينهن، ويرثن الثمن عند وجود الفرع الوارث، ويصح أن يقال: هذه المرأة زوج فلان، أو زوجة فلان والأفصح في اللغة أن يقال هي زوج فلان، إلا أن علماء الفرائض يستخدمون لفظ (زوجة) بالتاء، لتمييزه عن لفظ زوج المخصوص بالمذكر.
| الفرض | رمز                            | مخرج | صاحب الفرض                              |
| ----- | ------------------------------ | ---- | --------------------------------------- |
| الثمن | {\displaystyle {\frac {1}{8}}} | 8    | 1-الزوجة: عند وجود الفرع الوارث لزوجها. |

## فرض الثلثين
أصحاب فرض الثلثين أربعة، هم أصحاب النصف ما عدا الزوج، بشرط التعدد، و(العدد) أو (الجمع) عند علماء علم الفرائض يطلق على: مازاد عن واحد. قال الله تعالى: (فَإِنْ كُنَّ نِسَاءً فَوْقَ اثْنَتَيْنِ فَلَهُنَّ ثُلُثَا مَا تَرَكَ) فسرت بمعنى: إن كان عددهن اثنتان فأكثر. وقد قضى رسول الله صلى الله عليه وسلم للبنتين بالثلثين.
وعدد أصحاب فرض الثلثين أربع من الإناث وهن:
1. بنتان فأكثر. بشرط عدم المعصب (فَإِنْ كُنَّ نِسَاءً فَوْقَ اثْنَتَيْنِ فَلَهُنَّ ثُلُثَا مَا تَرَكَ).
2. بنتا ابن فأكثر. بشرط عدم المعصب، وعدم ولد الصلب .
3. شقيقتان فأكثر. بشرط عدم المعصب، وعدم الفرع الوارث، وعدم الأصل الذكر (إِنِ امْرُؤٌ هَلَكَ لَيْسَ لَهُ وَلَدٌ وَلَهُ أُخْتٌ فَلَهَا نِصْفُ مَا تَرَكَ ۚ وَهُوَ يَرِثُهَا إِنْ لَمْ يَكُنْ لَهَا وَلَدٌ ۚ فَإِنْ كَانَتَا اثْنَتَيْنِ فَلَهُمَا الثُّلُثَانِ مِمَّا تَرَكَ).
4. أختان لأب فأكثر. بشرط عدم المعصب، وعدم الأصل الذكر، وعدم الفرع الوارث، وعدم الأشقاء مطلقا.

| الفرض   | رمز                         | مخرج | صاحب الفرض                                                                                 |
| ------- | --------------------------- | ---- | ------------------------------------------------------------------------------------------ |
| الثلثان | {\displaystyle {2 \over 3}} | 3    | أصحاب الثلثين أربعة وهم: 1-بنتان فأكثر 2-بنتا ابن فأكثر 3-شقيقتان فأكثر 4-أختان لأب فأكثر. |

## فرض الثلث
الثلث فرض اثنين من الورثة هما:
1. الأم ترث الثلث لقوله تعالى (فَإِنْ لَمْ يَكُنْ لَهُ وَلَدٌ وَوَرِثَهُ أَبَوَاهُ فَلِأُمِّهِ الثُّلُثُ) بشرطين هما: 1- عدم الفرع الوارث 2- عدم وجود اثنين أو أكثر من الإخوة. سواء كان الإخوة لأبوين (أشقاء)، أو لأب، أو لأم، ذكورا أو إناثا.
2. اثنان أو أكثرمن الإخوة لأم، يستوي الذكور والإناث، بشرط: عدم وجود الفرع الوارث. ويستوي الذكور والإناث في الثلث يقسم بينهم بالتساوي (فَإِنْ كَانُوا أَكْثَرَ مِنْ ذَٰلِكَ فَهُمْ شُرَكَاءُ فِي الثُّلُثِ).

| الفرض | رمز                         | مخرج | صاحب الفرض                                                           |
| ----- | --------------------------- | ---- | -------------------------------------------------------------------- |
| الثلث | {\displaystyle {1 \over 3}} | 3    | أصحاب الثلث اثنان هما: 1-الأم. 2-إثنان فأكثر من الإخوة والأخوات لأم. |

## فرض السدس
السدس فرض سبعة وهم:
1. الأب عند وجود الفرع الوارث. لأنهما من العصبات والفرع الوارث مقدم على الأب لكنه لا يحجبه بل يفرض للأب السدس ولا ينقص عنه بحال لقوله تعالى  (وَلِأَبَوَيْهِ لِكُلِّ وَاحِدٍ مِنْهُمَا السُّدُسُ مِمَّا تَرَكَ إِنْ كَانَ لَهُ وَلَدٌ)  .
2. الجد وهو: أبو الأب، أما أبو الأم فإنه من ذوي الأرحام. ويرث أبو الأب السدس عند وجود الفرع الوارث، وعدم وجود الأب. فهو مثل الأب إلا في بعض الأحوال منها أنه لا يحجب الإخوة بل يرث الجد والإخوة معا على تفصيل عند الشافعي ومالك وأحمد بن حنبل خلافا لأبي حنيفة
3. الأم عند وجود الفرع الوارث، أو عدد من الإخوة لقوله تعالى  (وَلِأَبَوَيْهِ لِكُلِّ وَاحِدٍ مِنْهُمَا السُّدُسُ مِمَّا تَرَكَ إِنْ كَانَ لَهُ وَلَدٌ) .
4. الجدة عند عدم الأم. والجدة التي ترث بالإجماع هي: الجدة أم الأم وأمهاتها المدليات بإناث خلّص، والجدة أم الأب وأمهاتها المدليات بإناث خلّص.
5. بنت الابن مع البنت الواحدة إذا كانت صاحبة فرض، فلو خلف الميت بنتا وبنت ابن وعم. للبنت النصف ولبنت الابن السدس تكملة للثلثين والباقي للعم تعصيبا.
6. الأخت لأب مع الأخت الشقيقة.
7. الأخ لأم، الواحد ذكرا كان أو أنثى، عند عدم وجود الفرع الوارث وعدم وجود الأصل الذكر لقوله تعالى  (وَإِنْ كَانَ رَجُلٌ يُورَثُ كَلَالَةً أَوِ امْرَأَةٌ وَلَهُ أَخٌ أَوْ أُخْتٌ فَلِكُلِّ وَاحِدٍ مِنْهُمَا السُّدُسُ) .

| الفرض | رمز                         | مخرج | صاحب الفرض                                                             |
| ----- | --------------------------- | ---- | ---------------------------------------------------------------------- |
| السدس | {\displaystyle {1 \over 6}} | 6    | 1-الأب. 2-الجد. 3-الأم. 4-الجدة. 5-بنت الابن. 6-الأخت لأب. 7-الأخ لأم. |

## آيات المواريث (من سورة النساء)
| قال الله تعالى: |

| ﴿يُوصِيكُمُ اللَّهُ فِي أَوْلَادِكُمْ لِلذَّكَرِ مِثْلُ حَظِّ الْأُنْثَيَيْنِ فَإِنْ كُنَّ نِسَاءً فَوْقَ اثْنَتَيْنِ فَلَهُنَّ ثُلُثَا مَا تَرَكَ وَإِنْ كَانَتْ وَاحِدَةً فَلَهَا النِّصْفُ وَلِأَبَوَيْهِ لِكُلِّ وَاحِدٍ مِنْهُمَا السُّدُسُ مِمَّا تَرَكَ إِنْ كَانَ لَهُ وَلَدٌ فَإِنْ لَمْ يَكُنْ لَهُ وَلَدٌ وَوَرِثَهُ أَبَوَاهُ فَلِأُمِّهِ الثُّلُثُ فَإِنْ كَانَ لَهُ إِخْوَةٌ فَلِأُمِّهِ السُّدُسُ مِنْ بَعْدِ وَصِيَّةٍ يُوصِي بِهَا أَوْ دَيْنٍ آبَاؤُكُمْ وَأَبْنَاؤُكُمْ لَا تَدْرُونَ أَيُّهُمْ أَقْرَبُ لَكُمْ نَفْعًا فَرِيضَةً مِنَ اللَّهِ إِنَّ اللَّهَ كَانَ عَلِيمًا حَكِيمًا ۝١١﴾ [النساء:11] |
| —سورة النساء الآية 11 |

| ﴿وَلَكُمْ نِصْفُ مَا تَرَكَ أَزْوَاجُكُمْ إِنْ لَمْ يَكُنْ لَهُنَّ وَلَدٌ فَإِنْ كَانَ لَهُنَّ وَلَدٌ فَلَكُمُ الرُّبُعُ مِمَّا تَرَكْنَ مِنْ بَعْدِ وَصِيَّةٍ يُوصِينَ بِهَا أَوْ دَيْنٍ وَلَهُنَّ الرُّبُعُ مِمَّا تَرَكْتُمْ إِنْ لَمْ يَكُنْ لَكُمْ وَلَدٌ فَإِنْ كَانَ لَكُمْ وَلَدٌ فَلَهُنَّ الثُّمُنُ مِمَّا تَرَكْتُمْ مِنْ بَعْدِ وَصِيَّةٍ تُوصُونَ بِهَا أَوْ دَيْنٍ وَإِنْ كَانَ رَجُلٌ يُورَثُ كَلَالَةً أَوِ امْرَأَةٌ وَلَهُ أَخٌ أَوْ أُخْتٌ فَلِكُلِّ وَاحِدٍ مِنْهُمَا السُّدُسُ فَإِنْ كَانُوا أَكْثَرَ مِنْ ذَلِكَ فَهُمْ شُرَكَاءُ فِي الثُّلُثِ مِنْ بَعْدِ وَصِيَّةٍ يُوصَى بِهَا أَوْ دَيْنٍ غَيْرَ مُضَارٍّ وَصِيَّةً مِنَ اللَّهِ وَاللَّهُ عَلِيمٌ حَلِيمٌ ۝١٢﴾ [النساء:12] |
| —سورة النساء الآية 12 |

| ﴿يَسْتَفْتُونَكَ قُلِ اللَّهُ يُفْتِيكُمْ فِي الْكَلَالَةِ إِنِ امْرُؤٌ هَلَكَ لَيْسَ لَهُ وَلَدٌ وَلَهُ أُخْتٌ فَلَهَا نِصْفُ مَا تَرَكَ وَهُوَ يَرِثُهَا إِنْ لَمْ يَكُنْ لَهَا وَلَدٌ فَإِنْ كَانَتَا اثْنَتَيْنِ فَلَهُمَا الثُّلُثَانِ مِمَّا تَرَكَ وَإِنْ كَانُوا إِخْوَةً رِجَالًا وَنِسَاءً فَلِلذَّكَرِ مِثْلُ حَظِّ الْأُنْثَيَيْنِ يُبَيِّنُ اللَّهُ لَكُمْ أَنْ تَضِلُّوا وَاللَّهُ بِكُلِّ شَيْءٍ عَلِيمٌ ۝١٧٦﴾ [النساء:176] |
| —سورة النساء الآية 176 |

## جدول توضيحي لأصحاب الفروض
| م | أصحاب النصف   | رمز    | م | أصحاب الربع | م | أصحاب الثمن |
| - | ------------- | ------ | - | ----------- | - | ----------- |
| 1 | الزوج         | ج      | 1 | الزوج       | 1 | الزوجة      |
| 2 | البنت         | بنت    | 2 | الزوجة      |   |             |
| 3 | بنت الابن     | بنت بن |   |             |   |             |
| 4 | الأخت الشقيقة | قه     |   |             |   |             |
| 5 | الأخت لأب     | ختب    |   |             |   |             |

| م | أصحاب الثلثين   | رمز | م | أصحاب الثلث     | م | أصحاب السدس                |
| - | --------------- | --- | - | --------------- | - | -------------------------- |
| 1 | بنتان فأكثر     |     | 1 | الأم            | 1 | الأب                       |
| 2 | بنتا ابن فأكثر  |     | 2 | أخوان لأم فأكثر | 2 | الجد                       |
| 3 | شقيقتان فأكثر   |     |   |                 | 3 | الأم                       |
| 4 | أختان لأب فأكثر |     |   |                 | 4 | أخ لأم                     |
|   |                 |     |   |                 | 5 | بنت الابن مع البنت         |
|   |                 |     |   |                 | 6 | الأخت لأب مع الأخت الشقيقة |
|   |                 |     |   |                 | 7 | الجدة                      |